# Дакус, Люси
Люси Дакус  (англ. Lucy Dacus, род. 2 мая 1995 года) — американская рок-певица, гитарист, автор-исполнитель в жанрах инди-фолк и инди-рок.
Она записала два высоко оценённых критиками альбома: No Burden (2016) и Historian (2018). 25 июня 2021 года вышел третий диск Home Video. В 2018 году сформировала инди-рок трио boygenius вместе с Фиби Бриджерс и Жюльен Бейкер.

## Биография
Родилась 2 мая 1995 года в Норфолке (Виргиния, США). Росла в окрестностях Ричмонда.
В сентябре 2016 года кандидат Демократической партии США в вице-президенты Тим Кейн заявил в интервью, что Дакус — «одна из его любимых музыкантов». В интервью 2019 года Дакус рассказала, что ходила в детский сад с дочерью Кейна и считает его старым другом семьи.
В 2018 году Дакус вместе Фиби Бриджерс и Жюльен Бейкер сформировала инди-рок группу boygenius. Они выпустили три песни в августе 2018 года, а также мини-альбом.

## Дискография
Дискография Люси Дакус включает, в том числе, следующие релизы:

### Студийные альбомы
- No Burden (2016)
- Historian (2018)
- Home Video (2021)
- Forever Is A Feeling (2025)[10]

## Награды и номинации
| Год  | Ассоциация    | Категория                        | Номинированная работа | Результат | Ссылка |
| ---- | ------------- | -------------------------------- | --------------------- | --------- | ------ |
| 2019 | Libera Awards | Best Breakthrough Artist/Release | Historian             | Номинация | [ 11 ] |